# Bullet Train to Iowa/The Underwhelming Re-Imagined
Bullet Train to Iowa/The Underwhelming Re-Imagined è un singolo del gruppo musicale statunitense Puscifer, pubblicato il 1º luglio 2022.

## Descrizione
Si tratta di un doppio singolo che comprende due versioni remix di brani estratti dal quarto disco del gruppo Existential Reckoning. Queste ultime sono state realizzate rispettivamente dai membri degli A Perfect Circle Billy Howerdel e James Iha, altro gruppo del frontman Maynard James Keenan.

## Video musicale
Il video della versione remix di Bullet Train to Iowa, diretto da Meats Meier, è stato pubblicato sul canale YouTube del gruppo il 12 luglio 2022.

## Tracce
Testi e musiche dei Puscifer.
Lato A
1. Bullet Train to Iowa (Re-Imagined by Billy Howerdel) – 3:39

Lato B
1. The Underwhelming (Re-Imagined by James Iha) – 4:58

## Formazione
Gruppo
- Maynard James Keenan – voce
- Carina Round – voce
- Mat Mitchell – Fairlight, Steinberger, basso, sintetizzatore (traccia 2)

Altri musicisti (registrazione aggiuntiva)
- Nisha Arunasalam – pianoforte (traccia 1)
- Tina Guo – violoncello (traccia 1)
- Jon Josin – chitarra aggiuntiva e tastiera (traccia 2)

Produzione
- Billy Howerdel – registrazione, missaggio (traccia 1)
- James Iha – missaggio (traccia 2)
- Doug Clarke – ingegneria del suono (traccia 2)